# Anastasia von Tübingen
Pfalzgräfin Anastasia von Tübingen (um 1400) war die Tochter von Konrad II., Graf von Tübingen-Herrenberg und Verena von Fürstenberg-Baar (* um 1348; † nach 1391). Sie war von 1397 bis 1412, d. h. über einen Zeitraum von 15 Jahren, Äbtissin des Klosters St. Margarethen in Waldkirch.
Im Staatsarchiv Wertheim gibt es noch Unterlagen über die Streitigkeiten mit Gräfin Anastasia von Tübingen-Lichteneck und ihrem Schwiegersohn Graf Karl von Salm und Neuburg um das Erbe der Gräfin Agnes Maria von Löwenstein-Wertheim geb. Gräfin von Tübingen-Lichteneck.